# Parafia Narodzenia Najświętszej Maryi Panny w Osielsku
Parafia Narodzenia Najświętszej Maryi Panny w Osielsku – parafia rzymskokatolicka w dekanacie Osielsko diecezji bydgoskiej. Erygowana na przełomie XII i XIII wieku.
Do parafii należą wierni wyznania rzymskokatolickiego będący mieszkańcami następujących miejscowości: Czarnówczyn, Niwy, Osielsko, Wilcze oraz Żołędowo (ul. Szosa Gdańska).